# Jean Djorkaeff
Jean Djorkaeff detto Tchouki (Charvieu-Chavagneux, 27 ottobre 1939) è un dirigente sportivo, ex calciatore e allenatore di calcio francese, di ruolo difensore.
Anche i figli Youri e Micha sono stati calciatori.

## Carriera

### Giocatore
Nato da una famiglia di origini russe (il padre era originario della Calmucchia mentre la madre era polacca), esordì in massima serie con la maglia dell'Olympique Lione nel 1958, in occasione di un match contro il Limoges. Inizialmente impiegato come attaccante, verrà in seguito utilizzato come difensore centrale. Giocò sedici stagioni in massima serie indossando la maglia dell'Olympique Lione, dell'Olympique Marsiglia (di cui divenne per un breve periodo di tempo allenatore nel 1968), del Paris Saint-Germain e del Paris FC. Conta 48 presenze e tre reti nella nazionale francese, disputando il campionato mondiale del 1966.

### Dopo il ritiro
Ritiratosi dal calcio giocato al termine della stagione 1973-1974, Djorkaeff a metà degli anni ottanta ricoprì il ruolo di allenatore nel Grenoble (squadra in cui si formò in quel periodo suo figlio Youri) e del Saint-Étienne, concludendo la carriera nel 1984, in seguito all'esonero dalla panchina dei Verts a causa di un'infelice posizione di classifica. Ha anche un altro figlio calciatore, Micha. Ha poi ricoperto l'incarico di presidente della commissione della Coppa di Francia.

## Statistiche

### Cronologia presenze e reti in nazionale
| Cronologia completa delle presenze e delle reti in nazionale ― Francia | Cronologia completa delle presenze e delle reti in nazionale ― Francia | Cronologia completa delle presenze e delle reti in nazionale ― Francia | Cronologia completa delle presenze e delle reti in nazionale ― Francia | Cronologia completa delle presenze e delle reti in nazionale ― Francia | Cronologia completa delle presenze e delle reti in nazionale ― Francia | Cronologia completa delle presenze e delle reti in nazionale ― Francia | Cronologia completa delle presenze e delle reti in nazionale ― Francia |
| Data                                                                   | Città                                                                  | In casa                                                                | Risultato                                                              | Ospiti                                                                 | Competizione                                                           | Reti                                                                   | Note                                                                   |
| ---------------------------------------------------------------------- | ---------------------------------------------------------------------- | ---------------------------------------------------------------------- | ---------------------------------------------------------------------- | ---------------------------------------------------------------------- | ---------------------------------------------------------------------- | ---------------------------------------------------------------------- | ---------------------------------------------------------------------- |
| 4-10-1964                                                              | Lussemburgo                                                            | Lussemburgo                                                            | 0 – 2                                                                  | Francia                                                                | Qual. Mondiali 1966                                                    | -                                                                      |                                                                        |
| 11-11-1964                                                             | Parigi                                                                 | Francia                                                                | 1 – 0                                                                  | Norvegia                                                               | Qual. Mondiali 1966                                                    | -                                                                      |                                                                        |
| 24-3-1965                                                              | Parigi                                                                 | Francia                                                                | 1 – 2                                                                  | Austria                                                                | Amichevole                                                             | -                                                                      |                                                                        |
| 18-4-1965                                                              | Belgrado                                                               | Jugoslavia                                                             | 1 – 0                                                                  | Francia                                                                | Qual. Mondiali 1966                                                    | -                                                                      |                                                                        |
| 3-6-1965                                                               | Parigi                                                                 | Francia                                                                | 0 – 0                                                                  | Argentina                                                              | Amichevole                                                             | -                                                                      |                                                                        |
| 20-4-1966                                                              | Parigi                                                                 | Francia                                                                | 1 – 0                                                                  | Belgio                                                                 | Amichevole                                                             | -                                                                      |                                                                        |
| 5-6-1966                                                               | Mosca                                                                  | Unione Sovietica                                                       | 3 – 3                                                                  | Francia                                                                | Amichevole                                                             | -                                                                      |                                                                        |
| 13-7-1966                                                              | Londra                                                                 | Messico                                                                | 1 – 1                                                                  | Francia                                                                | Mondiali 1966 - 1º turno                                               | -                                                                      |                                                                        |
| 15-7-1966                                                              | Londra                                                                 | Francia                                                                | 1 – 2                                                                  | Uruguay                                                                | Mondiali 1966 - 1º turno                                               | -                                                                      |                                                                        |
| 20-7-1966                                                              | Londra                                                                 | Francia                                                                | 0 – 2                                                                  | Inghilterra                                                            | Mondiali 1966 - 1º turno                                               | -                                                                      |                                                                        |
| 5-6-1966                                                               | Budapest                                                               | Ungheria                                                               | 4 – 2                                                                  | Francia                                                                | Amichevole                                                             | -                                                                      |                                                                        |
| 22-10-1966                                                             | Parigi                                                                 | Francia                                                                | 2 – 1                                                                  | Polonia                                                                | Qual. Euro 1968                                                        | -                                                                      |                                                                        |
| 11-11-1966                                                             | Bruxelles                                                              | Belgio                                                                 | 2 – 1                                                                  | Francia                                                                | Qual. Euro 1968                                                        | -                                                                      |                                                                        |
| 26-11-1966                                                             | Lussemburgo                                                            | Lussemburgo                                                            | 0 – 3                                                                  | Francia                                                                | Qual. Euro 1968                                                        | -                                                                      |                                                                        |
| 17-9-1967                                                              | Varsavia                                                               | Polonia                                                                | 1 – 4                                                                  | Francia                                                                | Qual. Euro 1968                                                        | -                                                                      |                                                                        |
| 27-9-1967                                                              | Berlino                                                                | Germania Ovest                                                         | 5 – 1                                                                  | Francia                                                                | Amichevole                                                             | -                                                                      |                                                                        |
| 28-10-1967                                                             | Nantes                                                                 | Francia                                                                | 1 – 1                                                                  | Belgio                                                                 | Qual. Euro 1968                                                        | -                                                                      |                                                                        |
| 23-12-1967                                                             | Parigi                                                                 | Francia                                                                | 3 – 1                                                                  | Lussemburgo                                                            | Qual. Euro 1968                                                        | -                                                                      |                                                                        |
| 6-4-1968                                                               | Marsiglia                                                              | Francia                                                                | 1 – 1                                                                  | Jugoslavia                                                             | Qual. Euro 1968                                                        | -                                                                      |                                                                        |
| 24-4-1968                                                              | Belgrado                                                               | Jugoslavia                                                             | 5 – 1                                                                  | Francia                                                                | Qual. Mondiali 1966                                                    | -                                                                      |                                                                        |
| 25-9-1968                                                              | Marsiglia                                                              | Francia                                                                | 1 – 1                                                                  | Germania Ovest                                                         | Amichevole                                                             | -                                                                      |                                                                        |
| 17-10-1968                                                             | Lione                                                                  | Francia                                                                | 1 – 3                                                                  | Spagna                                                                 | Amichevole                                                             | -                                                                      |                                                                        |
| 6-11-1968                                                              | Strasburgo                                                             | Francia                                                                | 0 – 1                                                                  | Norvegia                                                               | Qual. Euro 1968                                                        | -                                                                      |                                                                        |
| 12-3-1969                                                              | Londra                                                                 | Inghilterra                                                            | 5 – 0                                                                  | Francia                                                                | Amichevole                                                             | -                                                                      |                                                                        |
| 30-4-1969                                                              | Parigi                                                                 | Francia                                                                | 1 – 0                                                                  | Romania                                                                | Amichevole                                                             | -                                                                      | cap.                                                                   |
| 10-9-1969                                                              | Oslo                                                                   | Norvegia                                                               | 1 – 3                                                                  | Francia                                                                | Qual. Mondiali 1970                                                    | -                                                                      | cap.                                                                   |
| 15-10-1969                                                             | Stoccolma                                                              | Svezia                                                                 | 2 – 0                                                                  | Francia                                                                | Qual. Mondiali 1970                                                    | -                                                                      | cap.                                                                   |
| 1-11-1969                                                              | Parigi                                                                 | Francia                                                                | 3 – 0                                                                  | Svezia                                                                 | Qual. Mondiali 1970                                                    | 1                                                                      | cap.                                                                   |
| 8-4-1970                                                               | Rouen                                                                  | Francia                                                                | 1 – 1                                                                  | Bulgaria                                                               | Amichevole                                                             | -                                                                      | cap.                                                                   |
| 28-4-1970                                                              | Reims                                                                  | Francia                                                                | 1 – 1                                                                  | Romania                                                                | Amichevole                                                             | 1                                                                      | cap.                                                                   |
| 3-5-1970                                                               | Basilea                                                                | Svizzera                                                               | 2 – 1                                                                  | Francia                                                                | Amichevole                                                             | -                                                                      | cap.                                                                   |
| 5-9-1970                                                               | Rouen                                                                  | Francia                                                                | 3 – 0                                                                  | Cecoslovacchia                                                         | Amichevole                                                             | -                                                                      | cap.                                                                   |
| 7-10-1970                                                              | Vienna                                                                 | Austria                                                                | 1 – 0                                                                  | Francia                                                                | Amichevole                                                             | -                                                                      | cap.                                                                   |
| 11-11-1970                                                             | Lione                                                                  | Francia                                                                | 3 – 1                                                                  | Norvegia                                                               | Qual. Euro 1972                                                        | -                                                                      | cap.                                                                   |
| 15-11-1970                                                             | Bruxelles                                                              | Belgio                                                                 | 1 – 2                                                                  | Francia                                                                | Qual. Euro 1972                                                        | -                                                                      | cap.                                                                   |
| 8-1-1971                                                               | Buenos Aires                                                           | Argentina                                                              | 3 – 4                                                                  | Francia                                                                | Amichevole                                                             | 1                                                                      | cap.                                                                   |
| 13-1-1971                                                              | Mar de Plata                                                           | Argentina                                                              | 2 – 0                                                                  | Francia                                                                | Amichevole                                                             | -                                                                      | cap.                                                                   |
| 17-3-1971                                                              | Valencia                                                               | Spagna                                                                 | 1 – 0                                                                  | Francia                                                                | Amichevole                                                             | -                                                                      | cap.                                                                   |
| 24-4-1971                                                              | Budapest                                                               | Ungheria                                                               | 1 – 1                                                                  | Francia                                                                | Qual. Euro 1972                                                        | -                                                                      | cap.                                                                   |
| 8-9-1971                                                               | Oslo                                                                   | Norvegia                                                               | 1 – 3                                                                  | Francia                                                                | Qual. Euro 1972                                                        | -                                                                      | cap.                                                                   |
| 9-10-1971                                                              | Colombes                                                               | Francia                                                                | 0 – 2                                                                  | Ungheria                                                               | Qual. Euro 1972                                                        | -                                                                      | cap.                                                                   |
| 10-11-1971                                                             | Nantes                                                                 | Francia                                                                | 2 – 1                                                                  | Bulgaria                                                               | Qual. Euro 1972                                                        | -                                                                      | cap.                                                                   |
| 4-12-1971                                                              | Sofia                                                                  | Bulgaria                                                               | 2 – 1                                                                  | Francia                                                                | Qual. Euro 1972                                                        | -                                                                      | cap.                                                                   |
| 18-6-1972                                                              | Salvador                                                               | Colombia                                                               | 2 – 3                                                                  | Francia                                                                | Amichevole                                                             | -                                                                      | cap.                                                                   |
| 25-6-1972                                                              | Rio de Janeiro                                                         | Argentina                                                              | 0 – 0                                                                  | Francia                                                                | Amichevole                                                             | -                                                                      | cap.                                                                   |
| 2-9-1972                                                               | Il Pireo                                                               | Grecia                                                                 | 1 – 3                                                                  | Francia                                                                | Amichevole                                                             | -                                                                      | cap. 46’                                                               |
| Totale                                                                 |                                                                        | Presenze                                                               | 46                                                                     |                                                                        | Reti                                                                   | 3                                                                      |                                                                        |

## Palmarès
- Coppa di Francia: 2

Olympique Lione: 1963-1964
Olympique Marsiglia: 1968-1969
- Campionato francese di seconda divisione: 1

PSG: 1970-1971